# Japanischer Fünfjahresplan
Die Fünfjahrespläne für die gesamte japanische Volkswirtschaft wurden vom japanischen Kabinett beginnend mit dem Jahr 1955 aufgestellt. Die ersten Fünfjahrespläne waren nach marxistischem Muster entworfen. Bereits 1957 erreichte die japanische Wirtschaft zwar wieder den Vorkriegszustand, allerdings bestand immer noch ein großer Nachholbedarf zu anderen Industrienationen, insbesondere den USA.
Nach 1980 wurden keine weiteren Fünfjahrespläne für die gesamte Volkswirtschaft erstellt, allerdings existieren Pläne für einzelne Wirtschaftszweige.
| Geltungszeitraum | Bezeichnung                                           | Kabinett        | Ziele | Wachstumsziel (BSP / Jahr) | Erreichtes Wachstum |
| ---------------- | ----------------------------------------------------- | --------------- | --- | -------------------------- | ------------------- |
| 1955–59          | Selbstversorgungsplan                                 | Hatoyama Ichirō | Unabhängigkeit vom Ausland, Vollbeschäftigung, Preisstabilität, Förderung der kleinen und mittelständischen Unternehmen | 5 %                        | 9,1 %               |
| 1958–62          | Neuer langfristiger Wirtschaftsplan                   | Kishi Nobusuke  | Verbesserung der „Kapitalakkumulation“, des Lebensstandards und der Industriestruktur                                   | 6,5 %                      | 10,1 %              |
| 1960–69          | Einkommensverdoppelungsplan                           | Ikeda Hayato    | Verdoppelung des Volkseinkommens                                                                                        | 9 %                        | 10,9 %              |
| 1965–69          | Mittelfristiger Wirtschaftsplan                       | Satō Eisaku     | Korrektur der Verzerrungen des Wachstums                                                                                | 8,1 %                      | 10,8 %              |
| 1967–71          | Entwicklungsplan für Wirtschaft und Sozialwesen       | Satō Eisaku     | Stabilisierung der Wirtschaftsentwicklung, Erhöhung des Sozialkapitals                                                  | 8,2 %                      | 10,3 %              |
| 1970–75          | Neuer Entwicklungsplan für Wirtschaft und Sozialwesen | Satō Eisaku     | Stabilisierung des Wachstums, Abbau von sozialen Ungleichheiten und der Umweltverschmutzung                             | 10,6 %                     | 5,1 %               |
| 1973–77          | Plan zum Umbau des japanischen Archipels              | Tanaka Kakuei   | Ausgleich regionaler Unterschiede in Industriestruktur und Bevölkerungsentwicklung                                      | 10 %                       |                     |
| 1976–80          | Plan für die zweite Hälfte der 70er Jahre             | Miki Takeo      | Preisstabilität, Vollbeschäftigung, Nachhaltigkeit, Verantwortung für die Weltwirtschaft                                | 6 %                        |                     |